# Hendrick Bloemaert
Hendrick Bloemaert, född den 6 juni 1601 i Utrecht, död där den 30 december 1672, var en holländsk målare, son till Abraham Bloemaert och bror till Cornelis Bloemaert den yngre.
Bloemaert var troligen elev av sin far, vars spår han följde som historiemålare. Nationalmuseum äger av honom en signerad genretavla, Karl, som bär en höna.